# Capitalia
Capitalia fue creada en julio de 2002 tras la fusión por absorción de Bipop-Carire por Banca di Roma. Gracias a esta fusión, el grupo cuya sede social se encuentra en Roma, se convirtió en el cuarto grupo bancario italiano. El grupo era igualmente el tercer actor de los seguros de vida en Italia, después de la creación de una filial conjunta con la rama de seguros del grupo Fiat: Toro Assicurazioni.
La Banca di Roma había nacido ella misma en 1992 de la fusión de dos grandes bancos históricos italianos: el Banco di Santo Spirito fundado en 1605 por el Papa Paulo V y el Banco di Roma así como la Cassa di Risparmio di Roma. 
En 2007, Capitalia fue incorporado al grupo Unicredit, el principal grupo bancario italiano y uno de los primeros del mundo.

## Filiales
- Banca di Roma
- Banco di Sicilia
- Bipop Carire
- MCC
- Fineco

## Accionariado antes de la compra porUnicredit
- ABN AMRO: 7.68%
- Fondazione Cassa di Risparmio di Roma: 7.186%
- Fondazione Manodori: 3.884%
- Libian Arab Foreign Bank: 5.000%
- Premafin Finanziaria (Fondiaria Sai): 3.110%
- Regione Siciliana: 3.357%
- Generali: 2.350%
- Fondazione Banco Di Sicilia: 3.227%
- Banque Cariverona : 2,208%
- Jp Morgan Chase & Co Corporation: 2001%

Datos comunicados a la Consob antes de la absorción por Unicredit en 2007.